# Klubowe Mistrzostwa Świata w Piłce Nożnej 2000
Klubowe Mistrzostwa Świata 2000 (ang. FIFA Club World Championship Brazil 2000) – pierwsza edycja rozgrywek piłkarskich pod patronatem FIFA  mająca wyłonić najlepszą klubową drużynę świata. Rozegrana została pomiędzy 5 a 14 stycznia 2000 w Brazylii. Zwycięzcą została drużyna Corinthians Paulista.

## Uczestnicy turnieju
Ideą rozgrywek było uczestnictwo w nich aktualnie najlepszych drużyn z poszczególnych kontynentów. W turnieju wzięło udział 8 ekip, ale kryteria ich doboru wzbudziły kontrowersje. Europa mając 2 miejsca w zawodach była reprezentowana przez Real Madryt i Manchester United – zwycięzców Ligi Mistrzów oraz Pucharu Interkontynentalnego w latach 1998 i 1999. Z Afryki, Ameryki Północnej oraz Oceanii także zaproszeni zostali klubowi mistrzowie tych kontynentów z roku 1999. Azjatycką drużyną w turnieju był An-Nassr – zdobywca Superpucharu Azji, ale z roku 1998. Japoński Júbilo Iwata, zdobywca kontynentalnego Pucharu Mistrzów oraz Superpucharu w 1999 roku, czyli de facto najlepsza wówczas drużyna Azji, został przez organizatorów pominięty. Podobnie postąpiono z brazylijskim SE Palmeiras z miasta São Paulo, aktualnym zwycięzcą Copa Libertadores. FIFA pierwszeństwo przed nim dała CR Vasco da Gama, triumfatorowi Copa Libertadores z roku 1998.
| Klub                 | Konfederacja | Tytuł                                            |
| -------------------- | ------------ | ------------------------------------------------ |
| An-Nassr             | AFC          | Zdobywca Superpucharu Azji 1998                  |
| Corinthians Paulista | Gospodarz    | Mistrz Brazylii 1998                             |
| Manchester United    | UEFA         | Zwycięzca Ligi Mistrzów 1998/1999                |
| Necaxa               | CONCACAF     | Zdobywca Pucharu Mistrzów Ameryki Północnej 1999 |
| Raja Casablanca      | CAF          | Zwycięzca Ligi Mistrzów Afryki 1999              |
| Real Madryt          | UEFA         | Zdobywca Pucharu Interkontynentalnego 1998       |
| South Melbourne      | OFC          | Klubowy Mistrz Oceanii 1999                      |
| CR Vasco da Gama     | CONMEBOL     | Zdobywca Copa Libertadores 1998                  |

## System rozgrywek
Drużyny podzielono na dwie czterozespołowe grupy (A i B), w których grano systemem "każdy z każdym" w jednej rundzie (łącznie 6 meczów w każdej grupie). Zwycięzcy grup kwalifikowali się bezpośrednio do finału turnieju, a zdobywcy drugich miejsc rozgrywali mecz o 3. miejsce. W przypadku równej liczby punktów (na koniec fazy grupowej) decydowała lepsza różnica pomiędzy bramkami zdobytymi a straconymi. W fazie finałowej dla wyłonienia zwycięzcy, w przypadku remisu po 90 minutach, zarządzano dogrywkę (2x15 minut) i ewentualnie serię rzutów karnych. Łącznie w turnieju rozegrano 14 meczów.

## Miasta i Stadiony
Gospodarzami turnieju były: São Paulo, gdzie rozegrano wszystkie mecze grupy A, oraz Rio de Janeiro, które gościło drużyny grupy B oraz mecz o 3. miejsce i finał zawodów.
W São Paulo mecze rozgrywano na Stadionie im. Cícero Pompeu de Toledo zwanym też Morumbi należącym do São Paulo FC i mogącym pomieścić około 75 tys. kibiców.
Mecze w Rio rozgrywane były na słynnej Maracanie, której pojemność wynosiła wówczas ponad 90 tys. miejsc. Właścicielem stadionu jest stan Rio de Janeiro, ale swoje mecze rozgrywają na nim m.in. CR Flamengo oraz Fluminense FC.

## Sędziowie
Do zawodów wytypowano 16 sędziów z 16 krajów. Jednym z nich był Jacek Pocięgiel, który pomagał na linii arbitrowi głównemu w meczach Corinthians Paulista – Raja Casablanca oraz Real Madryt – Corinthians Paulista. Najwięcej meczów podczas turnieju sędziowali Holender Dick Jol oraz Kolumbijczyk Óscar Ruiz (po 3 spotkania).
| Sędziowie główni            | Asystenci                         |
| --------------------------- | --------------------------------- |
| Afryka                      |                                   |
| Daouda N'Doye               | Ali Tomusangue                    |
| Ameryka Południowa          |                                   |
| Horacio Elizondo Óscar Ruiz | Miguel Giacomuzzi Fernando Cresci |
| Ameryka Północna            |                                   |
| William Mattus              | Haseeb Mohammed                   |
| Azja                        |                                   |
| Saad Mane                   | Sergiej Ufimcew                   |
| Europa                      |                                   |
| Stefano Braschi Dick Jol    | Jens Larsen Jacek Pocięgiel       |
| Oceania                     |                                   |
| Derek Rugg                  | Lavetala Siuamoa                  |

## Wyniki turnieju

### Grupa A
(wszystkie mecze na stadionie Morumbi w São Paulo)
| Nr | Data   | Mecz                                             | Gole | Widzów | Raport |
| -- | ------ | ------------------------------------------------ | --- | ------ | ------ |
| 1  | 05.01. | Real Madryt – An-Nassr 3:1 (1:1)                 | Anelka 21', Raúl 61', Sávio 69' – Al-Husseini 45' (karny)                                                    | 12 000 |        |
| 2  | 05.01. | Corinthians Paulista – Raja Casablanca 2:0 (0:0) | Luizão 50', Fábio Luciano 64'                                                                                | 23 000 |        |
| 5  | 07.01. | Real Madryt – Corinthians Paulista 2:2 (1:1)     | Anelka 19', 71' – Edílson 28', 64'                                                                           | 55 000 |        |
| 6  | 07.01. | Raja Casablanca – An-Nassr 3:4 (1:1)             | Al-Dosari 24' (samobójczy), El Moubarki 66', El Karkouri 73' - Amin 4', Bahja 63', Al-Husseini 64', Saïb 85' | 3 000  |        |
| 9  | 10.01. | Real Madryt – Raja Casablanca 3:2 (0:1)          | Hierro 49', Morientes 53, Geremi 88' – Achami 28', Moustaoudia 59'                                           | 18 000 |        |
| 10 | 10.01. | An-Nassr – Corinthians Paulista 0:2 (0:1)        | Ricardinho 24', Rincón 81'                                                                                   | 31 000 |        |

| Miejsce | Klub                 | Pkt | M | Z | R | P | Bramki |
| ------- | -------------------- | --- | - | - | - | - | ------ |
| 1.      | Corinthians Paulista | 7   | 3 | 2 | 1 | 0 | 6-2    |
| 2.      | Real Madryt          | 7   | 3 | 2 | 1 | 0 | 8-5    |
| 3.      | An-Nassr             | 3   | 3 | 1 | 0 | 2 | 5-8    |
| 4.      | Raja Casablanca      | 0   | 3 | 0 | 0 | 3 | 5-9    |

### Grupa B
(wszystkie mecze na stadionie Maracanã w Rio de Janeiro)
| Nr | Data   | Mecz                                           | Gole                                                                | Widzów | Raport |
| -- | ------ | ---------------------------------------------- | ------------------------------------------------------------------- | ------ | ------ |
| 3  | 06.01. | Manchester United – Necaxa 1:1 (0:1)           | Yorke 88' – Montecinos 14'                                          | 50 000 |        |
| 4  | 06.01. | CR Vasco da Gama – South Melbourne 2:0 (0:0)   | Felipe 53', Edmundo 86'                                             | 66 000 |        |
| 7  | 08.01. | Manchester United – CR Vasco da Gama 1:3 (0:3) | Butt 81' – Romário 24', 26', Edmundo 43'                            | 55 000 |        |
| 8  | 08.01. | South Melbourne – Necaxa 1:3 (1:2)             | Anastasiadis 45' – Montecinos 19' (karny), Delgado 29', Cabrera 79' | 5000   |        |
| 11 | 11.01. | Manchester United – South Melbourne 2:0 (2:0)  | Fortune 8', 20'                                                     | 25 000 |        |
| 12 | 10.01. | Necaxa – CR Vasco da Gama 1:2 (1:1)            | Aguinaga 5' – Odvan 14', Romário 69'                                | 45 000 |        |

| Miejsce | Klub              | Pkt | M | Z | R | P | Bramki |
| ------- | ----------------- | --- | - | - | - | - | ------ |
| 1.      | CR Vasco da Gama  | 9   | 3 | 3 | 0 | 0 | 7-2    |
| 2.      | Necaxa            | 4   | 3 | 1 | 1 | 1 | 5-4    |
| 3.      | Manchester United | 4   | 3 | 1 | 1 | 1 | 4-4    |
| 4.      | South Melbourne   | 0   | 3 | 0 | 0 | 3 | 1-7    |

### Mecz o 3. miejsce
(stadion Maracanã w Rio de Janeiro)
| Nr | Data   | Mecz                                           | Gole                   | Widzów | Raport |
| -- | ------ | ---------------------------------------------- | ---------------------- | ------ | ------ |
| 13 | 14.01. | Real Madryt – Necaxa 1:1 (1:1, 1:0), karne 3:4 | Raúl 15' – Delgado 58' | 35 000 |        |

### Finał
(stadion Maracanã w Rio de Janeiro)
| Nr | Data   | Mecz                                                   | Gole | Widzów | Raport |
| -- | ------ | ------------------------------------------------------ | ---- | ------ | ------ |
| 14 | 14.01. | Corinthians Paulista – CR Vasco da Gama 0:0, karne 4:3 |      | 73 000 |        |

## Najlepsi strzelcy
Najlepszymi strzelcami turnieju zostali Nicolas Anelka i Romário, którzy zbobyli po 3 gole. Podczas całych zawodów zdobyto 43 gole, a na listę strzelców wpisało się 31 zawodników (dodatkowo Madhi Al-Dosari z golem samobójczym).
| Zawodnik            | Klub                 | Gole |
| ------------------- | -------------------- | ---- |
| Nicolas Anelka      | Real Madryt          | 3    |
| Romário             | CR Vasco da Gama     | 3    |
| Quinton Fortune     | Manchester United    | 2    |
| Fahad Al-Husseini   | An-Nassr             | 2    |
| Cristian Montecinos | Necaxa               | 2    |
| Edmundo             | Vasco da Gama        | 2    |
| Raúl                | Real Madryt          | 2    |
| Edílson             | Corinthians Paulista | 2    |
| Agustin Delgado     | Necaxa               | 2    |

## Nagrody i wyróżnienia
Za najlepszego zawodnika turnieju uznano Edílsona z Corinthians Paulista. Brazylijczyk w 4 meczach zdobył 2 gole i miał 1 asystę. Saudyjski An-Nassr otrzymał nagrodę dla drużyny grającej najbardziej fair.
| Złota Piłka                     | Srebrna Piłka            | Brązowa Piłka            |
| ------------------------------- | ------------------------ | ------------------------ |
| Edílson (Corinthians Paulista ) | Edmundo (Vasco de Gama ) | Romário (Vasco de Gama ) |

| Nagroda Fair Play | An-Nassr |